# Katarzyna Kosińska
Katarzyna Kosińska herbu Rawicz (XVI – 1607) – wojewodzina mazowiecka i podlaska. Córka Adama Kosińskiego, kasztelana podlaskiego. Była żoną Mikołaja Wodyńskiego (sędziego ziemskiego drohickiego), po jego śmierci w 1566 roku wyszła za Stanisława Kryskiego (wojewodę mazowieckiego) który zmarł w 1595 r. Ostatnim jej mężem był Jan Zbigniew Ossoliński (wojewoda sandomierski i podlaski), wzięła z nim ślub 25 października 1601 roku. 
Bohaterka licznych skandali i procesów sądowych, próbowała wpływać za pomocą wojska na lokalną politykę. w oczach współczesnych uważana za kobietę chciwą, żądną władzy i lekkiego prowadzenia się. Była właścicielką takich miejscowości jak Lisowo, Śledzianów, Granny, Krzemień. Po jej śmierci mąż ufundował jej manierystyczny nagrobek znajdujący się w kościele św. Jacka w Warszawie.

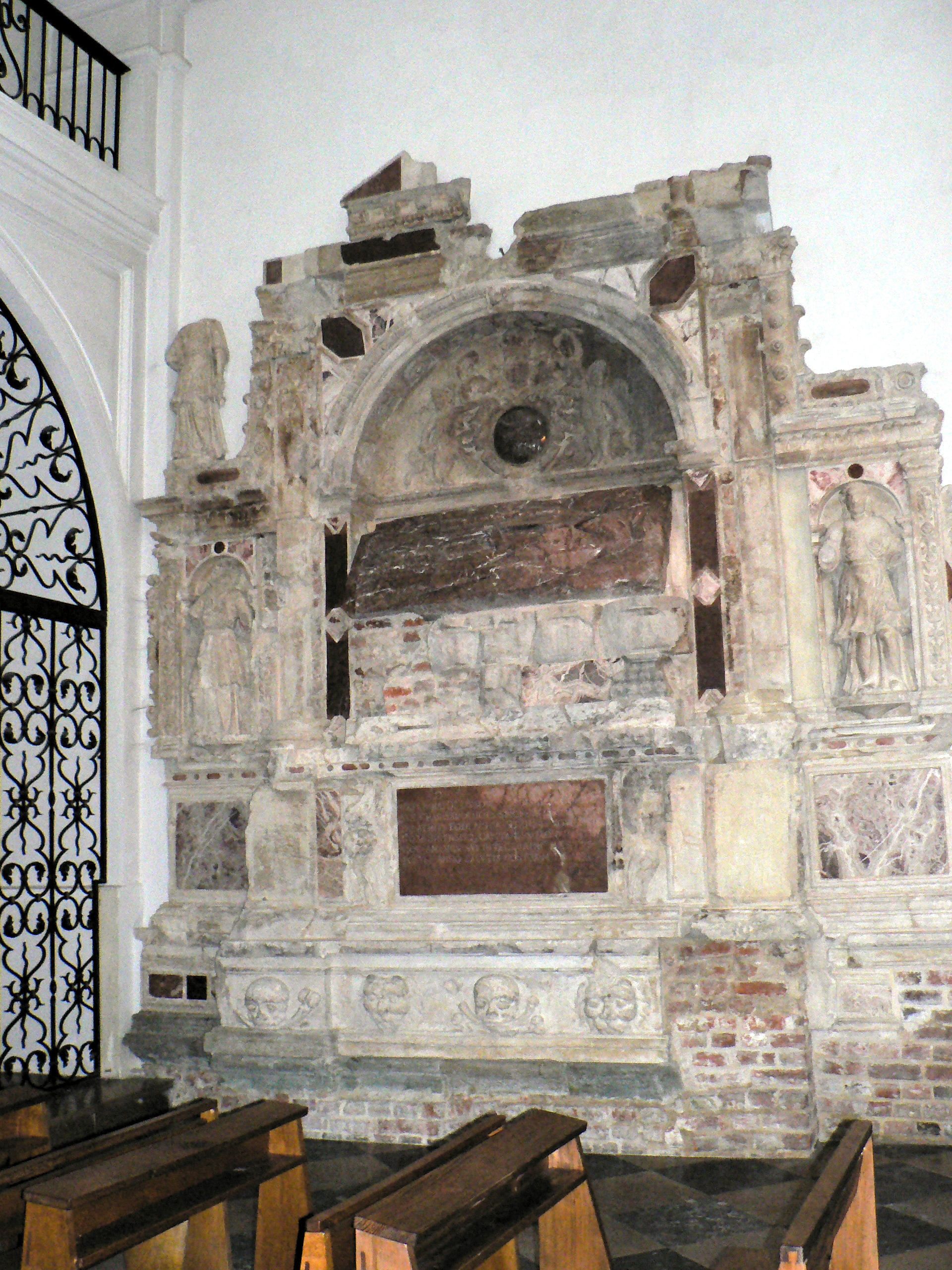
Nagrobek Katarzyny Kosińskiej